# 韩日军事情报保护协定
日韓军事情报保护协定（：／），全称为日本國政府和大韩民国政府間关于军事机密資訊保護的协定（日语：秘密軍事情報の保護に関する日本国政府と大韓民国政府との間の協定，：／），是日本和大韩民国为防止双方提供军事情报时泄露给第三国而缔结的双边条约。
该协定原本预计于2012年6月29日签订，但韩国方面因故在协定缔结前1小时宣布暂缓签订。2016年谈判恢复，同年11月23日在位于首尔的韩国国防部举行了签字仪式。

## 历史

### 谈判
2010年10月，韩日首脑于2009年1月达成共识的《韩日新时代共同研究计划》报告书正式发表。
12月7日，日本外务大臣前原诚司在韩日外交部长级会议上向韩方传达想要推进国防方面的日韩合作的意向。
2011年1月10日，在韩国举行的韩日国防部长级会议上，讨论了日本自卫队和大韩民国国军间物品劳务相互提供协定（ACSA）的内容并交换了意见，同时交换了关于情报保护协定（GSOMIA）的意见，双方同意扩大并深化韩日国防合作交流。
2012年，消息指，根据该协定，韩国可以获取日本拥有的朝鲜民主主义人民共和国（朝鲜）相关訊息，因此该协议对韩国并非无用。因为这是韩日间第一个国防合作协定，所以从2010年起李明博政权下的韩国政府多次和日本政府进行秘密谈判，但在签订前条约被曝光给韩国民众，从而引发强烈的反对运动。
该条约原本预计在2012年6月29日下午签订，然而就在签订前1小时韩国政府宣布暂缓签订，日本政府接受了这个决定。
2012年7月16日，韩国外交通商部部長金星焕对访问首尔的日本民主党政调会长前原诚司表示，日方对美国新泽西州日军慰安妇纪念碑所發起的拆除运动是签名延期的原因。

### 签署
2016年11月23日在位于首尔的韩国国防部就行了非公开的签名仪式，条约即刻生效。
在协定上签字的日方人员为日本国驻韩特命全权大使长岭安政，韩方人员为国防部长韩民求。 与此同时，22日下午朴槿惠总统认可了该协定的签署。
韩方基于对上次的反省，公开了此次签名之前的协议过程（暂时签名、次长级会议、内阁决议等），同时也在签名后公开了协定全文。
韩国政府内部因日本日益加重的对韩出口管制，呼籲廢除該協議的官員逐漸增多。韩国总统府（青瓦台）最終在2019年8月22日决定废弃韩日间共享国防机密的军事情报保护协定，同時设立國家安全保障會議常设委员会。國安會的金有根事务处长在记者会上表示“已决定终止GSOMIA”。原本军事情报保护协定將在2019年11月23日終止，但2019年11月22日青瓦台在與美方會談後，發佈聲明稱停止廢止協定。不過稍後朝鮮發射火箭炮，日韓間沒有進行情報互換。2020年8月24日，韩日两国因沒有向对方通报要求终止协议效力，协议自动延期一年。

## 内容
按照协议，该协定将每年自动更新，在决定废除时须提前90天（8月24日）向对方国家通告。虽然日方希望尽管两国关系恶化但为了朝鲜半岛局势的稳定能够保持协定，但韩方因韩国海军雷达锁定事件、日韩贸易战，以及历史上因日本殖民朝鲜半岛所导致的慰安妇问题和参拜靖国神社问题等造成韩日关系不稳定的因素，而对延长此协定有所异议。

## 国际评价

### 美国
- 2019年8月9日访韩的美国国防部长馬克·埃斯柏向韩国国防部长郑景斗表达了协定延长的必要性[20]。

### 朝鲜
- 2019年7月28日，朝鲜的对外宣传网站“我们民族”批评了军事情报保护协定，并要求韩国废除该条约[21]。